# Divisioni amministrative del circondario autonomo della Čukotka

I rajon introdotti nel 2008:
1.Anadyrskij
2.Bilibinskij
3.Iul'tinskij
4.Providenskij
5.Čaunskij
6.Čukotskij

Il Circondario autonomo della Čukotka è diviso in:
- Città sotto la giurisdizione del Circondario autonomo:
  - Anadyr' (Анадырь) (capoluogo del circondario)
- Rajon:
  - Anadyrskij (Анадырский) - capoluogo Ugol'nye Kopi
    - Insiedamenti di tipo urbano sotto la giurisdizione del rajon:
      - Beringovskij (Беринговский)
      - Ugol'nye Kopi (Угольные Копи)

  - Bilibinskij (Билибинский) - capoluogo Bilibino
    - Città sotto la giurisdizione del rajon:
      - Bilibino (Билибино)

  - Čaunskij (Чаунский) - capoluogo Pevek
    - Città sotto la giurisdizione del rajon:
      - Pevek (Певек)

  - Čukotskij (Чукотский) - capoluogo Lavrentija
  - Iul'tinskij (Иультинский) - capoluogo Ėgvekinot
    - Insiedamenti di tipo urbano sotto la giurisdizione del rajon:
      - Ėgvekinot (Эгвекинот)

  - Providenskij (Провиденский) - capoluogo Providenija
    - Insiedamenti di tipo urbano sotto la giurisdizione del rajon:
      - Providenija (Провидения)

## Rajon eliminati nel 2008

I rajon introdotti nel 1973:
1.Anadyrskij
2.Beringovskij
3.Bilibinskij
4.Iul'tinskij
5.Providenskij
6.Čaunskij
7.Čukotskij
8.Šmidtovskij
I rajon in grassetto sono stati eliminati

- Beringovskij (capitale Beringovskij, ora nell'Anadyrskij rajon)
- Šmidtovskij (capitale Mys Šmidta, ora nello Iul'tinskij rajon)